# Likija
Likija (likijsko 𐊗𐊕𐊐𐊎𐊆𐊖, Trm̃mis, hetitsko Lukka, grško starogrško Λυκία, Lukía, turško Likya) je bila geopolitična pokrajina v Anatoliji v sedanjih turških provincah Antalya in Muğla na obali Sredozemskega morja in Burdur v celinskem delu Anatolije. Iz staroegipčanskih in hetitskih zapisov iz pozne bronaste dobe  je razvidno, da je bila naseljena s prebivalci, ki so govorili indoevropski jezik iz anatolske skupine jezikov. Prvi pisni dokumenti v likijščini, ki je kasnejša oblika luvijskega jezika, so zapisi na kamnih iz obdobja prisilne vključitve Likije v Ahemenidsko cesarstvo v železni dobi. V tem času (546 pr. n. št.) je bilo število luvijskih govorcev zdesetkano in v Lidijo so se začeli priseljevati perzijsko govoreči priseljenci. 
V perzijskih vojnah se je Likija vojskovala na perzijski strani, ko so Grki porazili Ahemenide, pa je bila nekaj časa svobodna. Po kratkem članstvu v Atenski zvezi se je sporazumno odcepila in postala neodvisna, nato je ponovno prišla pod perzijsko nadoblast, se ponovno uprla, doživela okupacijo karijskega kralja Mavzola, ponovno prišla pod Perzijce in po njihovem porazu v vojni z Aleksandrom Velikim prišla pod makedonsko oblast. Zaradi dotoka grških govorcev in velikega zmanjšanja števila likijskih, je bila pod Makedonci popolnoma helenizirana. Likijski jezik je izginil tako z napisov kot s kovancev. 
Po porazu Antioha III. leta 188 pr. n. št. so Rimljani Likijo za dvajset let prepustili Rodosu in jo leta 168 pr. n. št. ponovno prevzeli sami. V poznem obdobju Rimske republike je Likija uživala svobodo kot del rimskega protektorata. Rimljani so uradno proglasili domačo oblast leta 168 pr. n. št. v okviru Likijske zveze. Zveza je delovala kot zgodnja federacija z republikanskimi načeli in je kot taka vzbudila pozornost snovalcev Ustanovne listine Združenih držav Amerike.
Likija od poraza s Karijci kljub temu ni bila suverena država. Rimski cesar Klavdij je Lidijsko zvezo leta 43 pr. n. št. razpustil in Likijo kot provinco vključil v svoje cesarstvo. Kasneje je postala eparhija Vzhodnega oziroma Bizantinskega cesarstva. Grški jezik je kljub turškim vplivom ostal v Likiji pogovorni jezik vse do zgodnjega 2. tisočletja. Po propadu Bizantinskega cesarstva v 15. stoletju je Likija prišla pod osmansko oblast, kateri je po propadu cesarstva sledila Turška republika. Po pogajanjih o razmejitvi in izmenjavi prebivalcev med Grčijo in Turčijo leta 1923 so se Grki odselili. 

## Geografija
Meje Likije so se s časom spreminjale, njeno središče pa je vedno bil polotok Teke v jugozahodni Turčiji. Njene zgodovinske sosede od zahoda proti vzhodu so bile Karija, Pizidija in Pamfilija, ki so imele vsaka svoj anatolski jezik.
Polotok Teke je dobil ime po nekdanji anatolski provinci Teke, ta pa po turškem plemenu, ki se je naselilo v tej regiji.

### Pokrajina
V Likiji se približno od severovzhoda proti jugozahodu raztezajo štirje gorski grebeni, ki so del skrajno zahodnega dela gorovja Taurus. Najbolj zahodno je Boncuk Dağlari (Gorovje Boncuk), ki se razteza od Altinyayle na jugozahodu do Orena severno od Fethiye. Gorovje je dokaj nizko z vrhovi do približno 2340 m. Zahodno od njega so strme soteske reke Dalaman (Dalaman Çayı, antični Indus), ki tvorijo tradicionalno mejo med Likijo in Karijo. Na reki so v provinci Denizli štirje umetni jezovi.
Naslednji greben proti vzhodu je Akdağları (Bele gore). Dolg je približno 150 km. Najvišji vrh je Uyluktepe, morda antični Kragus, visok 3024 m. Zahodno od njega teče reka Eşen Çayı, morda antični Ksantus, likijska Arñna, ki izvira v Boncuku in se izliva v Sredozemsko morje sredi več kilometrov dolge plaže v Patari. Dolina reke se je v dinastični Likiji imenovala Tŗmmis. Njeni prebivalci so se imenovali Termili ali Tremili, grško Kragos, na grških likijskih kovancih pa Kr ali Ksan Kr.
Naslednji proti vzhodu je Beydağları (Begove gore) z najvišlim vrhom Kızlarsevrisi (3086 m), ki je hkrati najvišji na polotoku Teke. Greben se je v antiki zelo verjetno imenoval Masicitus. Med gorovjema Beydağları in Akdağları je visoka planota, na kateri je stal antični Miljas. Planota s središčem Elmalı (Jabolčno mesto) z nadmorsko višino 1100 m, je znana po sadjarstvu.
Čez planoto teče reka Akçay, v kateri se zbira voda z okoliških pobočij. Pod mestom sta jezeri Karagöl in Avlangöl, ki sta trenutno prazni, ker se vsa voda zbira v umetnem jezeru nad mestom. Uporablja se za namakanje sadovnjakov. Rečno korito od umetnim jezerom je suho, ker se vsa preostala voda steka v vodovoda mest Arikanda in Arif. Skupnost si prizadeva obnoviti nekaj cedrovih gozdov, ki so bili posekani v antiki.
Najbolj vzhoden greben se imenuje Tahtalı Dağları in se razteza ob vzhodni obali polotoka Teke. Najvišji vrh pogorja je Tahtalı Dağ (2366 m), katerega so Grki v spomin na domovino imenovali Olimp. Večina gorovja je rezerviranega za narodni park Olimpos Beydağları Parki. Na pobočju Olimpa je nad Çıralıjem izdanek Yanartaş, ki ima obliko črke U, iz katerega izhaja metan in napaja večni ogenj. Lokacija se je v antiki imenovala Himera. V slepi dolini med gorovji Baydağları in Tahtalidağları izvira reka Alakır Çay, antična Limra.

### Naselja
Antični viri omenjajo približno 70 likijskih naselij, v obalnem pasu predvsem v varnih jamah, v notranjosti pa na pobočjih ali na vrhovih hribov. Težak dostop je v tistih časih pomenil varnost. Razčlenjena divja obala je dajala lahko branljiva pristanišča, ki so bila v težkih časih utrdbe piratov.
Glavna mesta v antični Likiji so bila Ksantos (likijsko Arñna), Patara (likijsko Pttara), Mira, Pinara (likijsko Pilleñni), Tlos in Olimpos, ki so imela v Likijski zvezi po tri glasove, in Fazelida. Nekatera karijska mesta, med njimi Telmesos in Kira, klasični avtorji včasih štejejo za likijska.

## Zanimivosti
Četudi je v dialogu Erōtes (ali Amores) iz 4. stoletja, ki ga nekateri pripisujejo Lucijanu, zapis, da so »likijska mesta bolj zanimiva zaradi svoje zgodovine kot zaradi svojih spomenikov, ker niso ohranili svojega nekdanjega sijaja«, so številni spomeniki še vedno vidni. Mednje zagotovo sodijo značilne skalne grobnice v prepadnih stenah pri Dalyanu. Eno od najboljših zbirk likijskih artefatkov ima londonski Britanski muzej. Letoon, pomembno helenistično svetišče boginje Leto in njenih dvojčkov Apolona in Artemide, in bližnji Ksantos, antična prestolnica Likije, sta na Unescovem seznamu svetovne kulturne dediščine.
Likijska pešpot (turško Likya Yolu) je približno 540 km dolga markirana pešpot, ki pelje od Ölüdeniza pri Fethiyi na zahodu do Geyikbayırıja kakšnih 20 km od Antalye. Ustanovljena je bila na pobudo Britanke/Turkinje Kate Clow, da bi promovirala vzdržni turizem v majhnih gorskih vaseh, ki jim je pretilo izumrtje. Največ pohodnikov je v obdobjih od marca do junija in od septembra do novembra, kar pripomore k podaljšanju kopalne turistične sezone.
- Likijske v steno vsekane grobnice v Dalyanu
- Karta Likijske poti
- Likijska pot poteka tudi nad Kelebekler Vadisi – Dolino metuljev

## Antični jezik
Eponimni prebivalci Likije, Likijci, so govorili likijski jezik iz luvijske veje anatolskih jezikov, poddružine družine indoevropskih jezikov. Likijščina je izpričana zgolj od 5. stoletja do 3. stoletja pr. n. št. Pisala se je v edinstvenem likijskem alfabetu, likijščini prilagojenem grškem rodoškem alfabetu. Jeziki luvijske veje so se razvili v Anatoliji v 2. tisočletju pr. n. št. Likija se je takrat imenovala Lukka in je bila pod hetitsko oblastjo. 
Okoli leta 535 pr. n. št., pred prvim dokazanim pojavom likijščine, je Likijo zasedlo perzijsko Ahemenidsko cesarstvo. Likijci so se okupaciji neuspešno upirali in bili zato zdesetkani. Prvi kovanci z napisi v likijski pisavi so se pojavili malo pred letom 500 pr. n. št. Likija se je v monarhiji, ki so jo ustanovili Perzijci, lepo razvijala. Iz tega obdobja so številni klesani kamniti spomeniki ter zgodovinski in vladni napisi, ki zaradi neznanja jezika niso povsem razumljivi. Za to obdobje se uporablja naziv »dinastično obdobje«. Za kakršno koli obliko vladne ali federalne demokracije ni dokaza.
V Likiji so bile že pred tem manjše enklave dorskih Grkov. Enklava Doris je bila npr. stara nekaj sto let. Dorski je bil tudi Rodos. Ko so Perzijce porazili Grki, se je Likija odprla za nadaljnje naseljevanje Grkov. Napisi v likijščini so začeli izginjati, medtem ko so se napisi v grščini začeli množiti. Popolna asimilacija Likijcev v Grke se je zgodila pod Aleksandrom Velikim v 4. stoletju pr. n. št. Po letu 300 pr. n. št. so napisi v likijščini povsem izginili.
Kasneje je Likijce porazila Rimska republika, ki je skoraj do konca svojega obstoja dovoljevala domačo oblast in jezik, takrat že grški. Po razpadu Rimskega cesarstva je pripadla Bizantinskemu cesarstvu. V Likiji se je še vedno govorilo grško. Na začetku 2. tisočletja n. št. so se v Anatoliji začeli naseljevati turško govoreči priseljenci, ki v LIkiji nikoli niso bili zelo številčni. Po propadu Bizantinskega cesarstva v 15. stoletju je bila Likija vključena v Osmansko cesarstvo. Ob grških naseljih so bila zgrajena turška. Vsako naselje je govorilo svoj jezik.
Vse grško govoreča enklave v Anatoliji so bile po ustanovitvi Turške republike leta 1923 skladno z  Lausannskim sporazumom preseljene v Grčijo. Nekaj prebivalcev so preselili tudi prisilno. V njihova mesta in vasi so se naselili Turki, nekatera pa so tudi povsem opustela.

## Zgodovina

### Prazgodovina
Do dešifriranja hetitske pisave in staroegipčanskih hieroglifov ter odkritja vladnih dokumentov, ki so se nanašali Likijo in Likijce, je bila zgodovina Likije malo znana. Zapisi o Likijcih niso preveč pozitivni. Hetiti v pozni bronasti dobi in Egipčani jih opisujejo kot upornike, pirate in plenilce. Likijci v tem obdobju o sebi niso zapustili nobenih zapisov, kar kaže, da so bili morda nepismeni.
Staroegipčanski dokumenti opisujejo Likijce kot zaveznike Hetitov. Likija je bila kot Lukka ali Luqqa okoli leta 1250 pr. n. št. morda članica Asuve, zveze držav zahodne Anatolije, ki je bila nasprotnica Hetitskega cesarstva. Po propadu Hetitskega cesarstva se je Likija pojavila kot neodvisno Novohetitsko kraljestvo, v katerem so bile preživele hetitske države. Naziv Novohetitsko kraljestvo je dogovoren, ker nobena država ni bila hetitska. V večini kraljestva so se govorili jeziki iz luvijske družine jezikov.

### Obdobje legend
Civilizacija v Sredozemlju je v obdobju decentralizacije, selitev in mednarodnih vojn okoli leta 1200 pr. n. št. propadla. Likijska prazgodovina se je končala. 
Časovno vrzel med prazgodovino in pisno zgodovino, ki se je začela z grškim zgodovinarjem Herodotom, so zapolnile legende, ki jih obširno omenja tudi Herodot. Zgodbe zgodnjih Likijcev so pripovedovali grški avtorji iz klasičnega obdobja. V njihovem znanju je bilo veliko vrzeli, zato je vprašljiva zgodovinska točnost njihovih pripovedi. O Hetitskem cesarstvu in likijski državi znotraj cesarstva niso vedeli ničesar. Vse znanje o grški linearni pisavi B iz bronaste dobe se je izgubilo. Grški avtorji niso vedeli, da so se v Anatoliji nekoč govorili jeziki iz anatolske skupine jezikov in da je bila likijščina ena od njih. Razen nekaterih zelo splošnih dejstev (npr. da so se Likijci verjetno vojskovali v trojanski vojni) nobeni drugi zapisi nimajo zgodovinske veljave. O Likijcih pred njegovim časom tudi Herodot ne pove ničesar, kar bi imelo kakšno zgodovinsko vrednost. 
Zgodovinarji so zaradi pomanjkanja znanja likijske legende pogosto zapisovali v prepričanju, da imajo zgodovinsko podlago, vendar so vse v nasprotju z arheološko in zgodovinsko realnostjo. Ena od njih pravi, da so Likijci prišli s Krete, kar ni res, saj so bili luvijsko govoreče ljudstvo, na Kreti pa ni nobenih sledov, da bi tam kdaj živeli Luvijci. 
Po Herodotu je imela boginja Evropa  (najmanj) dva sinova, Sarpedona in Minosa. Ko sta se brata sprla za svojo domovino Kreto, je Minos pregnal Sarpedona in njegovo ljudstvo Terrmile. Izgnanci so se izkrcali v Miljasu, pokrajini, ki je bila kasneje znana kot Likija. Kasneje je kralj Egej izgnal Likija, sina Pandiona II. Atenskega, ki se je preselil med Termile in dal pokrajini svoje ime. Herodot svojo zgodbo zaključuje z navedbo, da so Likijci nasledstvene pravice prenašali po materni liniji.
Likija se pojavlja tudi drugod v grških mitih, na primer v zgodbi o Belerofontu, ki je nasledil prestol likijskega kralja Jobata (ali Amfianaksa). Likijo večkrat omenja tudi Homer kot zaveznico Troje. V Iliadi pravi, da sta likijskemu kontingentu poveljevala dva izjemna vojščaka Sarpedon, sin Zevsa in Laodamije, in Hipolohov sin Glavk.

### Dinastično obdobje

#### Osvajanje Kira II. Velikega
Herodotovi zapisi o dogodkih iz njegovega časa so bolj zanesljivi, zlasti tisti, povezani z njegovo domovino. Del Male Azije so osvojili Iranci, najprej Skiti in nato  Medijci. Slednje so kasneje podjarmili Perzijci in jih vključili v Ahemenidsko cesarstvo, ki ga je ustanovil Kir II. Veliki. Kir je sklenil osvojiti celo Malo Azijo kot uvod v nadaljnje prodiranje proti zahodu, ki so ga izvedli njegovi nasledniki. Za osvajanje je zadolžil medijskega generala Harpaga, ki je eno za drugo osvojil vse anatolske države, nekatere na silo, nekatere pa s prepričevanjem.
Po prodoru do južne obale Anatolije leta 546 pr. n. št., so se mu Karijci in njihovi grški sosednje in zavezniki vdali brez odpora, prebivalci doline reke Ksantus (sedanja Eşen Çayı) pa so se mu odločno zoperstavili, čeprav so bli Perzijci v veliki premoči. Ko so se morali branilci umakniti v citadelo, so v osrednji zgradbi zbrali vse svoje premoženje, podložnike in sužnje in jo zažgali. Sami so prisegli, da se ne bodo vdali in so se s Prezijci borili do zadnjega moža. Njihova borba spominja na borbo Špartancev pri Termopilah nekaj generacij kasneje. Arheologi so v akropoli Ksanta resnično odkrili veliko pogorišče, vendar iz sredine 6. stoletja pr. n. št., ki ni moglo imeti nobene zveze s požarom, ki ga opisuje Herodot. Herodot pravi, da so se malo zatem podobno borili tudi Kauni. Dejstvo, da likijske države niso poskušale združiti svojih sil, kaže, da v regiji ni obstajala nobena centralna oblast. Vsaka država je zase doživljala svojo usodo. 
Herodot pravi tudi to, da se 80 ksantskih družin bojev ni udeležilo, morda zato, ker so bile s svojo živino na poletnih planinskih pašnikih. Slednja trditev je popolna špekulacija, vendar so družine vsekakor pripomogle k ponovni poselitvi izpraznjenega življenjskega prostora. Herodot poroča, da so bili Ksanti iz njegovega časa večinoma potomci neksantskih plemen, morda Likijcev, in ne Irancev in drugih tujcev. O ostalem delu Likije Herodot ne pove ničesar, morda zato, ker se je domnevno vdal brez odpora. Likija je kot perzijska satrapija doživela razcvet in obdržala svoj likijski jezik.

#### Likijsko kraljestvo
Ahemenidska politika do Likije je bila politika prostih rok. Likija ni imela niti svojega satrapa. Vzrok za takšno strpnost po odločnem začetnem odporu je bila drugačna metoda nadzora: Perzijci so v regijo naselili svoje aristokratske perzijske družine, ki so izvajale navidezno domačo oblast. Nekaj dejstev kaže, da likijsko prebivalstvo ni bilo tako pokorno, kot je kazala perzijska politika. Del perzepolskih državnih arhivov, tako imenovane Perzepolske dvorne tablice, ki se nanašajo na razdeljevanje dobrin in služb v perzepolskem dvornem ekonomatu, omenja nekaj prerazporeditev vojnih ujetnikov, med katerimi so bili tudi Tumirli ali Tumirili (iz likijskega Trm̃mili), se pravi Likijci. Živeli so med vladavino Dareja I. (vladal 522-486 pr. n. št.), tablice pa so iz leta 509 pr. n. št.
Perzijska vlada je zaradi večje obvladljivosti svojih osvojitev ustanavljala odvisne monarhije pod svojim nadzorom. Izraz dinast za Likijo ni izvoren. Likijski napisi kažejo, da so se monarhi naslavljali s xñtawati ali khñtawati. Ko so vladarji dobili pravico do kovanja svojega denarja, je imetnike tega naslova mogoče izslediti tudi na legendarnih kovancih. Likija je imela enega monarha, ki je vladal iz palače v Ksantosu. Vladarski položaj je bil deden. Vladar je bil sredstvo, s katerim je perzijska država izvrševala svojo politiko v regiji. Tiste, ki so se uprli, so po porazu kot ujetnike poslali v Perzepolis. Nekateri dinasti so bili Iranci, v glavnem pa so bili Likijci. Če so bili preživeli leta 546 pr. n. št. resnično samo pastirji, kot se špekulira, je vse plemstvo v Ksantosu padlo in Perzijci so morali za vladarja imenovati kakšnega drugega likijskega plemiča, kateremu so zaupali.
Prvi vladar je bil domnevno oseba, omenjena v zadnji vrstici grškega epigrama na Ksantoškem obelisku, ki pravi: »spomenik je bil postavljen v čast družine (genos) ka[]ika«. Ime se zelo verjetno prebere kot *kasikas  in se nanaša na Kheziga, Kherigovega strica in predhodnika, ki je nasledil Kuprlija.
Herodot omenja, da je bil poveljnik Kserksovega likijskega ladjevja v drugi perzijski vojni leta 480 pr. n. št. Kuberniskos Sika. Njegovo ime se je prvotno tolmačilo kot Kibernisk, sin Sike. Nobeno ime ni likijsko. Z majhno prezazporeditvijo črk nastaneta besedi kubernis kosika – Kibernis, sin Kosike, se pravi Khezige. Kibernis je priplul do Salaminske ožine, v kateri je bilo v bitki pri Salamini uničeno celotno likijsko ladjevje. Po tej teoriji je bil Kibernis (Kubernis) vladar, ki je na legendarnih kovancih zapisan kot KUB. Kovanci so datirani v obdobje 520-500 pr. n. št., verjetno bolj proti letu 500 pr. n. št.
Med njim in Kuprlijem je vrzel, v kateri je verjetno vladal Kibernisov sin in Kuprlijev oče Kheziga. Ime Kubernis se zatem ne pojavlja. Keen nakazuje, da je Darej ustvaril kraljestvo med reorganizacijo satrapij leta 525 pr. n. št. in da je po Kubernisovi smrti v bitki pri Salamini za vladarja izbral njegovega sorodnika Kheziga, ki je bil hkrati Kuprlijev oče. Likijsko dinastijo je zato mogoče povzeti takole:
| Grško ime                                                       | Likijsko ime           | Status                                                                                             | Datum   |
| --------------------------------------------------------------- | ---------------------- | -------------------------------------------------------------------------------------------------- | ------- |
| Kosikas                                                         | Kheziga                | Prvi vladar                                                                                        | 525 – ? |
| Kubernis                                                        | KUB                    | Drugi vladar, predhodnikov sin                                                                     | ? – 480 |
| Kosikas                                                         | Kheziga                | Tretji vladar, neznan sorodnik                                                                     | 480 – ? |
| ?                                                               | Kuprli (ΚΟ𐊓, izg. kop) | Četrti vladar, predhodnikov sin                                                                    | ? – 440 |
| Kosikas                                                         | Kheziga                | Regent, predhodnikov sin                                                                           | ? – ?   |
| Harpagus (iransko ime)                                          | Arppakhu               | Regent, Kuprlijev sin                                                                              | ? – 440 |
| Gergis                                                          | Kheriga                | Peti vladar, predhodnikov sin                                                                      | 440–410 |
| ?                                                               | Kherei                 | Šesti vladar, predhodnikov brat                                                                    | 410–390 |
| Arbinas (iransko ime)                                           | Erbina                 | Sedmi vladar, predhodnikov sin; zadnji znani vladar                                                | 390–380 |
| Artembares (iransko ime, *Rtambura, ki je sebe imenoval Medijec | Arttum̃para             | Vladar zahodne Likije, ki je vladal iz Telmesosa                                                   | 380 – ? |
| Perikles (grško ime)                                            | Perikle                | Vladar vzhodne Likije, zadnji likijski kralj, ki je premagal Arttum̃paro, upornika v uporu satrapov | ? – 360 |

### Klasično obdobje
Po izgonu Perzijcev in peloponeški vojni med Atenami in Sparto (431–404 pr. n. št.)  je večina likijskih mest izstopila iz Delsko-atiške pomorske zveze. Izjemi sta bili mesti Telmesos in Faselis.
Leta 429 pr. n. št. so Atene proti Likiji poslale vojsko, da bi jo prisilile k ponovnemu vstopu v zvezo. Napad je spodletel, ko je likijski vodja Gergis Ksantoški porazil grškega generala Melasandra. Likija je zatem ponovno prišla pod perzijsko oblast. V zgodnjem 4. stoletju pr. n. št. ji je vladal nek Mitrapata. Njegovo ime je perzijsko. Po letu 412 pr. n. št. se je Likija dokumentirano vojskovala na perzijski strani. Likijski kovanci dokazujejo, da je ponovno postala satrapija, vendar so satrapi lokalnim dinastom dovoljevali veliko vladarske svobode. Likija je ostala perzijska do zmage Aleksandra Velikega nad Perzijci (334–333 pr. n. št.).

### Helenistično obdobje
Po smrti Aleksandra Velikega leta 323 pr. n. št. so se njegovi generali spopadli za njegovo zapuščino. Likija je po letu 304 pr. n. št. pripadla generalu Antigonu. Leta 301 pr. n. št. ga je združba njegovih nasprotikov ubila in Likija je postala del Lizimahovega kraljestva. Lizimah je vladal do leta 281 pr. n. št., ko je v bitki padel.  Leta 240 pr. n. št. je Likijja postala del Ptolemejskega kraljestva s središčem v Egiptu in taka ostala do leta 200 pr. n. št. Po letu 190 pr. n. št. je domnevno prišla pod oblast Selevkidov, po njihovem porazu v bitki pri Magneziji pa je bila z Apamejskim sporazumom leta 188 pr. n. št. kot nagrada dodeljena Rodosu. Leta 168 pr. n. št. je postala rimski protektorat in ostala taka, dokler ni leta 43 n. št. pod Klavdijem postala rimska provinca. 

### Likijska zveza

#### Ustanovitev
Likijska zveza je prvič omenjena na dveh napisih iz zgodnjega 2. stoletja pr. n. št., v katerih časti dva svoja državljana. Zveza je domnevno nastala kot posrednica, ki naj bi prepričala Rim, da razveljavi priključitev Likije k Rodosu. Ali je bila ustanovljena pred priključitvijo Likije ali po njeni odcepitvi, ni mogoče z gotovostjo ugotoviti. Po Liviju je Likijo podelil Rodosu rimski konzul Lucij Kornelij Scipion Aziatik leta 190 pr. n. št. Livij omenja tudi, da se je likijska delegacija pritožila nad kruto tiranijo Rodošanov, ker je bila Likija pod kraljem Antiohom III. Velikim veliko bolj svobodna. V Likiji je bilo poleg političnega pritiska tudi fizično nasilje in Rodošani so z Lidijci ravnali kot s sužnji. Polibij je zapisal, da so Rimljani poslali delegacijo na Rodos z izjavo, da »Rodos ni dobil Likije kot darilo, zato mora z njo ravnati kot s prijateljem in zaveznikom«.  Rodošani so trdili, da je Lidijce proti njim naščuval pergamonski kralj Evmen.  Leta 169 pr. n. št. so se med tretjo makedonsko vojno odnosi med Rimom in Rodosom zaostrili in rimski senat je izdal odlok, s katerim je Karijcem in Likijcem podelil svobodo. Polibij je zapisal, da je odlok  »osvobodil« Karijce in Likijce leta 168-167 pr. n. št.
Strabon je zapisal, da se je na generalni skupščini zbralo triindvajset mest in glasovalo, »katero od izbranih mest bo odobrilo«. Strabonova izjava je nejasna. Največja mesta so imela po tri glasove, srednjevelika dva, druga pa po en glas. Strabon piše, da Zveza ni mogla svobodno glasovati o vojni in miru: »Pred tem so se pogovarjali o vojni in miru ter zavezništvih, zdaj pa to ni bilo dovoljeno, saj so bile te zadeve pod nadzorom Rimljanov«. Zveza je lahko svobodno izbrala Likiarha za svojega vodjo in ustanovila splošna sodišča. Strabon omenja tudi to, da so »od takrat živeli pod tako dobro oblastjo, da so prostovoljno ostali pod Rimljani in obdržali svoje stare zakone in običaje«.

#### Članstvo
Strabon je zapisal, da so med šest največjih mest v zvezi spadala mesta  Ksantos, Patara, Pinara, Olimpos, Mira in Tlos. Tlos je bil blizu prelaza, ki je vodila Kibiro.  Imena drugih mest so bila ugotovljena s preučevanjem kovancev in omemb v drugih besedilih.
S kovancev sta prepoznavni dve monetarni okrožji, Masicitus in Kragus, poimenovani po gorskih verigah. Na likijskih kovancih iz obdobja pred Likijsko zvezo je pogosto oznaka LY, po ustanovitvi pa oznaka KP (latinsko KR) ali MA.
Leta 81 pr. n. št. je Lucij Licinij Murena, rimski poveljnik, ki se je vojskoval v drugi mitridatski vojni (83-81 pr. n. št.) v Anatoliji, odstavil Moagetesa, tirana tetrapolisa (zveze štirih mest) v Kibiratisu (severna Likija). Zvezo je ustanovila Kibira Megale (Velika Kibira) v sedanji turški pokrajini Göller Yöresi (Dežela jezer). Po Strabonu je imela Kibira dva glasova, druga tri mesta pa po enega. Ko je Murena končal Moagetesvo tiranijo, je v tetrapolis vključil mesti Balbura in Bubon.

### Rimsko obdobje
Ko se je Rim vključil v dogajanja na vzhodnem Sredozemlju, je bila Likija njegova zaveznica. Napis, ki so ga odkrili v Tiberisosu, je prvi, ki govori o takšnem sporazumu o zavezništvu (foedus). Datum sklenitve je negotov. Ker je bil predhodnik sporazuma iz leta 46 pr. n. št., bi lahko bil sklenjen v 2. ali 1. stoletju pr. n. št. Okoliščine, v katerih je bil sklenjen, niso znane. Razlog za sklenitev bi lahko bila ekspanzionistična politika selevkidskega vladarja Anatolije Antioha III. Velikega  pred rimsko-selevkidsko vojno  (192-188 pr. n. št.) ali med njo. Lahko bi bil sklenjen tudi med mitridatskimi vojnami v Anatoliji v 1. stoletju pr. n. št. V preambuli sporazuma je izjava: »Med Rimljani in Likijci bo ves čas vladal mir in lojalno zavezništvo na kopnem in na morju«. V sporazumu so bila štiri določila:
1. Likijska zveza ne bo dovolila, da bi rimski nasprotniki prečkali katero koli ozemlje pod njeno oblastjo in jim v vojni z Rimom ne bo pomagala.
2. Rim ne bo dovolil nasprotnikom Likije, da bi prečkali njegovo ozemlje in jim ne bo pomagal.
3. Če bo kdor koli začel vojno z Likijo, ji bo Rim v najkrajšem mogočem času prišel na pomoč in obratno.
4. Spremembe sporazuma so mogoče, če se z njimi strinjata obe strani. [34]

Napis, ki so ga odkrili na podstavku kipa v Tespijah, dokazuje, da je Julij Cezar leta 46 pr. n. št. z Likijsko zvezo sklenil sporazum z devetimi členi:
1. Prijateljstvo, zavezništvo in mir, tako na kopnem kot na morju, so trajni. Likijci naj spoštujejo moč in prevlado Rimljanov, ki je v vseh okoliščinah pravilna.
2. Obe strani bosta do sovražnikov druge strani nevtralni.
3. Obe strani si bosta ob napadu na eno stran vzajemno pomagali.
4. Vsakogar, ki bi bil obdolžen za uvoz ali izvoz tihotapljenega blaga, bo obravnaval najvišji sodnik obeh pogodbenic.
5. Rimljani, obtoženi za težke zločine, bodo sojeni v Rimu po rimskih zakonih, Likijci, obtoženi za enake zločine, pa v Likiji po likijskih zakonih.
6. Rimljani v sporih z Likijci bodo v Likiji sojeni po likijskih zakonih; če bi Likijca pred sodišče privedli Rimljani, bi ga moral zaslišati katerikoli sodnik, ki bi ga izbrali sprti strani in bi po njunem mnenju presojal pravično.
7. Nobena oseba se ne sme vzeti za jamstvo. Rimski in likijski vojni ujetniki se morajo vrniti v svoji domovini, zaplenjeni konji, sužnji ali ladje se morajo vrniti.
8. Mesta, pristanišča in ozemlja, vrnjena Likijcem, pripadajo njim.
9. Obe stranki se strinjata, da bosta izpolnjevali določila te prisege in sporazuma. Spremembe sporazuma so mogoča s soglasjem obeh strani.

Leta 43 n. št. je cesar Klavdij Likijo priključil k Rimskemu cesarstvu. Kasij Dion piše, da je »Likijce ponižal na hlapčevstvo, ker so se uprli in ubili nekaj Rimljanov, in jih vključil v prefekturo Pamfilijo«. Opisuje tudi nekaj podrobnosti o preiskavi, ki jo je v zvezi s tem opravil senat. Svetonij piše, da je Klavdij »Likijcem odvzel neodvisnost zaradi smrtonosnih notranjih sporov«. Na napisu, odkritem v Pergah, datiranem v leto 45 ali začetek leta 46 n. št., so Likijci, ki so sami sebe opisali kot »zveste zaveznike«, prosili Klavdija, naj jih zaščiti pred izgredi, brezzakonjem in razbojništvom in ponovno uvede stare zakone. Zapis omenja, da se je oblast ljudskih množic prenesla na svetnike, ki so jih izbrali med najboljšimi. Zgleda, da je bila v Likiji revolucionarna ljudska vstaja, ki je porušila ustaljeni red. Priključitev Likije je imela enak vzrok kot priključitve drugih od Rima odvisnih držav ali zaveznic v tistem času: izguba stabilnosti zaradi notranjih sporov ali, v nekaterih primerih, oslabitev ali izumrtje vladajoče dinastije. Vzpostavitev podedovanih zakonov je bila morda povezana z rimsko prakso spoštovanja in zagotavljanja podedovanih zakonov, običajev in privilegijev mestih držav ali zvez mestnih držav v vzhodnem Sredozemlju, s katerimi je Rim sklenil sporazume o zavezništvu. Likija je bila priključena k Rimu, Likijska zveza pa se je obdržala in kot taka opravljala večino poslov skladno s tradicionalno lokalno zakonodajo in imela oblast nad lokalnimi sodišči. Sporazum, ki ga je sklenila s Cezarjem leta 46 pr. n. št., je že vzpostavil mrežo sodnih okrožij pod pristojnostjo Likijske zveze in rimskega pretorja za tujce (praetor peregrino), ki bi se lahko uporabila za določanje meje ned oblastjo rimskega provincijskega guvernerja in Likijske zveze. Rimljani so v Likiji ponovno vzpostavili stabilnost in obdržali prijateljske odnose Likijci in njihovo pravico do tradicionalne zakonodaje, običajev in privilegijev.
Leta 74 n. št. je cesar Vespazijan združil rimski provinci Likija in Pamfilija v provinco Likija in Pamfilija. Trditev Kasija Diona, da je Klavdij vključil Likijo v Pamfilijo, katero je upravljal prefekt in ne propretor, spodbija obstoj legati Augusti pro praetore Lyciae (cesarski provincijski guvernerji Likije z rangom podpretorja). Avgustov posvojenec in naslednik Gaj Cezar je umrl v Likiji leta 4 n. št. za posledicami ran, ki jih je dobil v Artagiri na pohodu v Armenijo.

### Bizantinsko obdobje
V bizantinskem obdobju sta bili Likija in Pamfilija od sredine 7. do začetka 8. stoletja n. št. pod upravo glavnega oporišča bizantinskega ladjevja na vzhodnem Sredozemlju (grško starogrško Καραβισιάνοι, Karabisiánoi). Ko je bil Karabisianoi okoli leta 727 ukinjen, sta postali del Kibireotonske téme.

### Turško obdobje
Likija je bila še pred propadom Bizantinskega cesarstva vključena v Osmansko cesarstvo in je nazadnje postala del Turčije. Velike krščanske skupnosti v Likiji so živele do 20. let 20. stoletja, ko so bile v okviru izmenjave prebivalstva med Turčijo in Grčijo po grško-turški vojni prisiljene preseliti se v Grčijo. Za njimi so kot osupljiv spomenik na njihov izgon ostale prazne vasi. Zapuščene grške hiše še vedno stojijo v mestih Demre, Kalkan in Kaş, Kaya pa je grško mesto duhov. Po izselitvi Grkov se je v regijo priselila manjša skupnost turških kmetov. Likija je zdaj eno od ključnih središč turškega domačega in tujskega turizma.

### Primarni viri
- Pesnitev o bitki pri Kadešu 305-313, Ramzes II.
- Veliki karnaški napis 572-592, Merneptah;  Breasted, J. H. 1906. Ancient Records of Egypt. Vol. III. Chicago: University of Chicago Press.
- Plague Prayers of Mursilis A1–11, b, Mursilis; Pritchard, J. B. 1969. Ancient Near Eastern Texts. Princeton: Princeton University Press.

### Sekundarni viri
- Barnett, R. D. (1975). The Sea Peoples. V J. B. Bury; S. A. Cook,; F. E. Adcock. The Cambridge Ancient History, II, part 2. Cambridge: Cambridge University Press. str. 362–366.
- Bryce, T. (1993). Lukka Revisited. Journal of Near Eastern Studies 51 (2): 121–130. doi:10.1086/373535.
- Bryce, T.; Zahle, J. (1986). The Lycians. 1. Copenhagen: Museum Tusculanum Press.
- Drews, R. (1995). The End of the Bronze Age: Changes in Warfare and the Catastrophe ca. 1200 B.C. Princeton: Princeton University Press.
- Hill, George Francis (1897). Catalogue of the Greek Coins of Lycia, Pamphylia, and Pisidia. A Catalogue of the Greek Coins in the British Museum. London: Trustees of the British Museum.
- Keen, Antony G. (1998) [1992]. Dynastic Lycia: A Political History of the Lycians & Their Relations with Foreign Powers, c. 545 - 362 BC. Mnemosyne: bibliotheca classica Batavia. Supplementum. Leiden; Boston; Köln: Brill.